# Liste der britischen Hochkommissare in Südafrika
Der britische High Commissioner for South Africa vertritt die Interessen der britischen Regierung im Südlichen Afrika. Von der Einrichtung des Postens 1847 bis 1901 leitete er als Gouverneur die Kolonialregierung in der Kapkolonie, später auch in den Protektoraten Basutoland, Betschuanaland und Swasiland, sowie die diplomatischen Beziehungen zu den unabhängigen Nachbarstaaten. Von 1901 bis 1910 fungierte er gleichzeitig als Verwalter bzw. Gouverneur der annektierten Burenrepubliken Transvaal und Oranje-Freistaat. Von der Gründung der Südafrikanischen Union 1910 bis zum Statut von Westminster 1931 war das Amt an das des Generalgouverneurs gekoppelt, anschließend änderte sich der Status zu dem eines Botschafters. Von 1961 bis 1994, als die Republik Südafrika aus dem Commonwealth of Nations ausgeschieden war, wurde der Posten auch so bezeichnet. Der High Commissioner ist derzeit in Südafrika, Eswatini und Lesotho akkreditiert und hat seinen Sitz in Pretoria.
| Ernannt       | Name                                         | Bemerkungen                                                                         | Regierung im Vereinigten Königreich                           | Regierung in Südafrika      | Posten verlassen |
| ------------- | -------------------------------------------- | ----------------------------------------------------------------------------------- | ------------------------------------------------------------- | --------------------------- | ---------------- |
| 27. Jan. 1847 | Henry Pottinger                              |                                                                                     | John Russell, 1. Earl Russell                                 |                             | 1. Dez. 1847     |
| 1. Dez. 1847  | Henry George Wakelyn Smith                   |                                                                                     | John Russell, 1. Earl Russell                                 |                             | 31. März 1852    |
| 31. März 1852 | George Cathcart                              |                                                                                     | Edward Geoffrey Smith Stanley, 14. Earl of Derby              |                             | 26. Mai 1854     |
| 26. Mai 1854  | Charles Darling                              |                                                                                     | Edward Geoffrey Smith Stanley, 14. Earl of Derby              |                             | 5. Dez. 1854     |
| 5. Dez. 1854  | George Edward Grey                           |                                                                                     | Edward Geoffrey Smith Stanley, 14. Earl of Derby              |                             | 15. Aug. 1861    |
| 15. Aug. 1861 | Robert Wynyard                               |                                                                                     | Henry John Temple, 3. Viscount Palmerston                     |                             | 15. Jan. 1862    |
| 15. Jan. 1862 | Philip Edmond Wodehouse                      |                                                                                     | Henry John Temple, 3. Viscount Palmerston                     |                             | 20. Mai 1870     |
| 20. Mai 1870  | Charles Crauford Hay                         |                                                                                     | Benjamin Disraeli                                             |                             | 31. Dez. 1870    |
| 31. Dez. 1870 | Henry Barkly                                 |                                                                                     | Benjamin Disraeli                                             |                             | 31. März 1877    |
| 31. März 1877 | Henry Bartle Frere                           |                                                                                     | Benjamin Disraeli                                             |                             | 15. Sep. 1880    |
| 15. Sep. 1880 | Henry Hugh Clifford                          |                                                                                     | William Ewart Gladstone                                       |                             | 27. Sep. 1880    |
| 27. Sep. 1880 | George Strahan                               |                                                                                     | William Ewart Gladstone                                       |                             | 22. Jan. 1881    |
| 22. Jan. 1881 | Hercules Robinson, 1. Baron Rosmead          |                                                                                     | William Ewart Gladstone                                       |                             | 1. Mai 1889      |
| 1. Mai 1889   | Henry Augustus Smyth                         |                                                                                     | William Ewart Gladstone                                       |                             | 13. Dez. 1889    |
| 13. Dez. 1889 | Henry Loch, 1. Baron Loch                    |                                                                                     | William Ewart Gladstone                                       |                             | 30. Mai 1895     |
| 30. Mai 1895  | Hercules Robinson, 1. Baron Rosmead          |                                                                                     | Robert Arthur Talbot Gascoyne-Cecil, 3. Marquess of Salisbury |                             | 21. Apr. 1897    |
| 21. Apr. 1897 | William Goodenough                           |                                                                                     | Robert Arthur Talbot Gascoyne-Cecil, 3. Marquess of Salisbury |                             | 5. Mai 1897      |
| 5. Mai 1897   | Alfred Milner, 1. Viscount Milner            |                                                                                     | Robert Arthur Talbot Gascoyne-Cecil, 3. Marquess of Salisbury |                             | 1. Mai 1905      |
| 1. Mai 1905   | William Palmer, 2. Earl of Selborne          |                                                                                     | Henry Campbell-Bannerman                                      |                             | 31. Mai 1910     |
| 1909          | Walter Hely-Hutchinson                       |                                                                                     | Herbert Henry Asquith                                         |                             | 1909             |
| 31. Mai 1910  | Herbert Gladstone, 1. Viscount Gladstone     |                                                                                     | Herbert Henry Asquith                                         | Louis Botha                 | 8. Sep. 1914     |
| 8. Sep. 1914  | Sydney Buxton, 1. Earl Buxton                |                                                                                     | Herbert Henry Asquith                                         | Louis Botha                 | 17. Juli 1920    |
| 3. Sep. 1920  | Beresford Cecil Molyneux Carter              | regierte ab 17. Juli 1920 mit dem Generalgouverneur James Rose Innes (1855–1942)    | David Lloyd George                                            | Jan Christiaan Smuts        | 20. Nov. 1920    |
| 20. Nov. 1920 | Arthur of Connaught                          |                                                                                     | David Lloyd George                                            | Jan Christiaan Smuts        | 5. Dez. 1923     |
| 10. Dez. 1923 | Rudolph Bentinck                             | regierte ab 5. Dezember 1923 mit dem Generalgouverneur James Rose Innes (1855–1942) | Stanley Baldwin                                               | Jan Christiaan Smuts        | 21. Jan. 1924    |
| 21. Jan. 1924 | Alexander Cambridge, 1. Earl of Athlone      |                                                                                     | Ramsay MacDonald                                              | James Barry Munnick Hertzog | 26. Jan. 1931    |
| 26. Jan. 1931 | George Villiers, 6. Earl of Clarendon        |                                                                                     | Ramsay MacDonald                                              | James Barry Munnick Hertzog | 6. Apr. 1931     |
| 6. Apr. 1931  | Herbert Stanley                              |                                                                                     | Ramsay MacDonald                                              | James Barry Munnick Hertzog | 6. Jan. 1935     |
| 7. Jan. 1935  | William Henry Clark                          |                                                                                     | Stanley Baldwin                                               | James Barry Munnick Hertzog | 3. Jan. 1940     |
| 3. Jan. 1940  | Edward John Harding                          |                                                                                     | Winston Churchill                                             | Jan Smuts                   | 3. Jan. 1941     |
| 3. Jan. 1941  | Sir Walter Clarence Huggard (* 1883; † 1957) |                                                                                     | Winston Churchill                                             | Jan Smuts                   | 24. Mai 1941     |
| 24. Mai 1941  | William Ormsby-Gore, 4. Baron Harlech        |                                                                                     | Winston Churchill                                             | Jan Smuts                   | 13. Mai 1944     |
| 13. Mai 1944  | Harold Eddey Priestman (* 1888; † 1956)      |                                                                                     | Winston Churchill                                             | Jan Smuts                   | 23. Juni 1944    |
| 23. Juni 1944 | Walter Clarence Huggard (* 1883; † 1957)     |                                                                                     | Winston Churchill                                             | Jan Smuts                   | 27. Okt. 1944    |
| 27. Okt. 1944 | Evelyn Baring, 1. Baron Howick of Glendale   |                                                                                     | Winston Churchill                                             | Jan Smuts                   | 1. Okt. 1951     |
| 2. Okt. 1951  | John Le Rougete (* 1895; † 13. Januar 1975)  |                                                                                     | Winston Churchill                                             | Daniel François Malan       | 2. Feb. 1955     |
| 4. März 1955  | Parzival Liesching (* 1895; † 1973)          |                                                                                     | Anthony Eden                                                  | Johannes Gerhardus Strijdom | 1. Dez. 1958     |
| 15. Jan. 1959 | John Redcliffe-Maud, Baron Redcliffe-Maud    |                                                                                     | Harold Macmillan                                              | Hendrik Frensch Verwoerd    | 31. Mai 1961     |
| 31. Mai 1961  | John Redcliffe-Maud, Baron Redcliffe-Maud    |                                                                                     | Harold Macmillan                                              | Hendrik Frensch Verwoerd    | 1963             |
| 1963          | Hugh Southern Stephenson                     |                                                                                     | Alec Douglas-Home                                             | Hendrik Frensch Verwoerd    | 1966             |
| 1966          | John Walter Nicholls                         |                                                                                     | Harold Wilson                                                 | Balthazar Johannes Vorster  | 1969             |
| 1970          | Arthur Snelling                              |                                                                                     | Edward Heath                                                  | Balthazar Johannes Vorster  | 1973             |
| 1973          | James Bottomley (diplomat)                   |                                                                                     | Edward Heath                                                  | Balthazar Johannes Vorster  | 1976             |
| 1976          | David Aubrey Scott                           |                                                                                     | James Callaghan                                               | Balthazar Johannes Vorster  | 1979             |
| 1979          | John Leahy (diplomat)                        |                                                                                     | Margaret Thatcher                                             | Pieter Willem Botha         | 1982             |
| 1982          | Ewen Fergusson                               |                                                                                     | Margaret Thatcher                                             | Pieter Willem Botha         | 1984             |
| 1984          | Sir Patrick Moberly                          |                                                                                     | Margaret Thatcher                                             | Pieter Willem Botha         | 1987             |
| 1987          | Robin Renwick, Baron Renwick of Clifton      |                                                                                     | Margaret Thatcher                                             | Pieter Willem Botha         | 1991             |
| 1991          | Sir Anthony Reeve                            |                                                                                     | John Major                                                    | Frederik Willem de Klerk    | 1996             |
| 1996          | Maeve Fort                                   |                                                                                     | John Major                                                    | Nelson Mandela              | 2000             |
| 2000          | Ann Grant (diplomat)                         |                                                                                     | Tony Blair                                                    | Thabo Mbeki                 | 2005             |
| 2005          | Paul Boateng                                 |                                                                                     | Tony Blair                                                    | Thabo Mbeki                 | 2009             |
| 2009          | Nicola Brewer                                |                                                                                     | Gordon Brown                                                  | Jacob Zuma                  |                  |